# Pardosa shyamae
Pardosa shyamae är en spindelart som först beskrevs av Benoy Krishna Tikader 1970.  Pardosa shyamae ingår i släktet Pardosa och familjen vargspindlar. Inga underarter finns listade i Catalogue of Life.